# L'ultimo guerriero (film 1984)
L'ultimo guerriero è un film del 1984 diretto da Romolo Guerrieri.
La pellicola, di ambientazione post-apocalittica, è stata realizzata su soggetto e sceneggiatura di Roberto Leoni.

## Trama
Le conseguenze di una guerra nucleare hanno contaminato la maggior parte delle città. Un gruppo d'élite ha intrapreso lo sport della caccia alle persone contaminate. Alan cerca di porre fine a questo inutile massacro.

## Produzione
Una parte del materiale di questo film è stata utilizzata in ben due film successivi intitolati Il giustiziere del Bronx ed Urban Warriors che vennero girati alcuni anni dopo sfruttando in giorni alterni gli stessi set. Il girato di Woody Strode nel ruolo del personaggio di Sam è stato riutilizzato in Il giustiziere del Bronx, e il suo personaggio si chiama Warren Margit Evelyn Newton è stata l'unica attrice di questo film ad avere nuove scene girate nel secondo

## Accoglienza
In una recensione retrospettiva, Jeremy Wheeler di AllMovie ha commentato che "L'idea di un guerriero dai capelli lunghi, vestito di pelle, su un'elegante motocicletta nera che trasporta una spada da samurai sulle sterili dune del futuro suona abbastanza geniale"